# Лепа Радич
Лепа Светозара Радич (серб. кир.: Лепа Светозара Радић; 19 грудня 1925 — 8 лютого 1943) — югославська партизанка сербського походження. Нагороджена орденом Народного героя в 1951 році за участь у русі опору проти німецьких окупантів під час Другої світової війни — ставши наймолодшим лауреатом на той час . Її стратили у віці 17 років за те, що вона стріляла по німецьких військових.

## Раннє життя
Радич народилася в сім'ї боснійських сербів 19 грудня 1925 року в селі Гашниця біля Босанської Градишки. Після закінчення початкової школи в сусідній Бистриці вона відвідувала перший клас жіночої ремісничої школи в Босанській Крупі, а інші класи закінчила в школі в Босанській Градишці.
Лепа була працьовитою і серйозною, а також цікавилася читанням передової літератури. Вона розвивала свої принципи під сильним впливом свого дядька Владети Радича, який долучився до робітничого руху.
Належала до членів Союзу комуністичної молоді Югославії (SKOJ), а у віці 15 років вступила до Комуністичної партії Югославії.

## Друга Світова війна
10 квітня 1941 року, після нацистського вторгнення в Югославію, було створено марінеткову Незалежну Державу Хорватія.
У листопаді 1941 року Лепа Радич та інші члени сім'ї були заарештовані усташами, але Лепі та її сестрі Дарі вдалося втекти з в'язниці 23 грудня 1941 року. Після втечі вступила до 7-ї партизанської роти 2-го Країнського загону.
У лютому 1943 року у битві на Неретві Лепа Радич відповідала за транспортування поранених до притулку в Грмечі. Під час бою проти 7-ї добровольчої гірської дивізії СС Принца Ойгена її схопили та перевезли до Босанської Крупи, де після кількаденних тортур у спробі отримати інформацію, її засудили до смерті через повішення.
В останні хвилини перебування на ешафоті німці запропонували врятувати життя в обмін на імена членів партизанського опопру, але вона відмовилася від їхньої пропозиції зі словами: «Я не зрадниця свого народу. Ті, про кого ви питаєте, відкриються, коли їм вдасться знищити всіх вас, лиходіїв, до останньої людини» . Лепі Радич було лише 17 років, коли її публічно стратили.

## Галерея

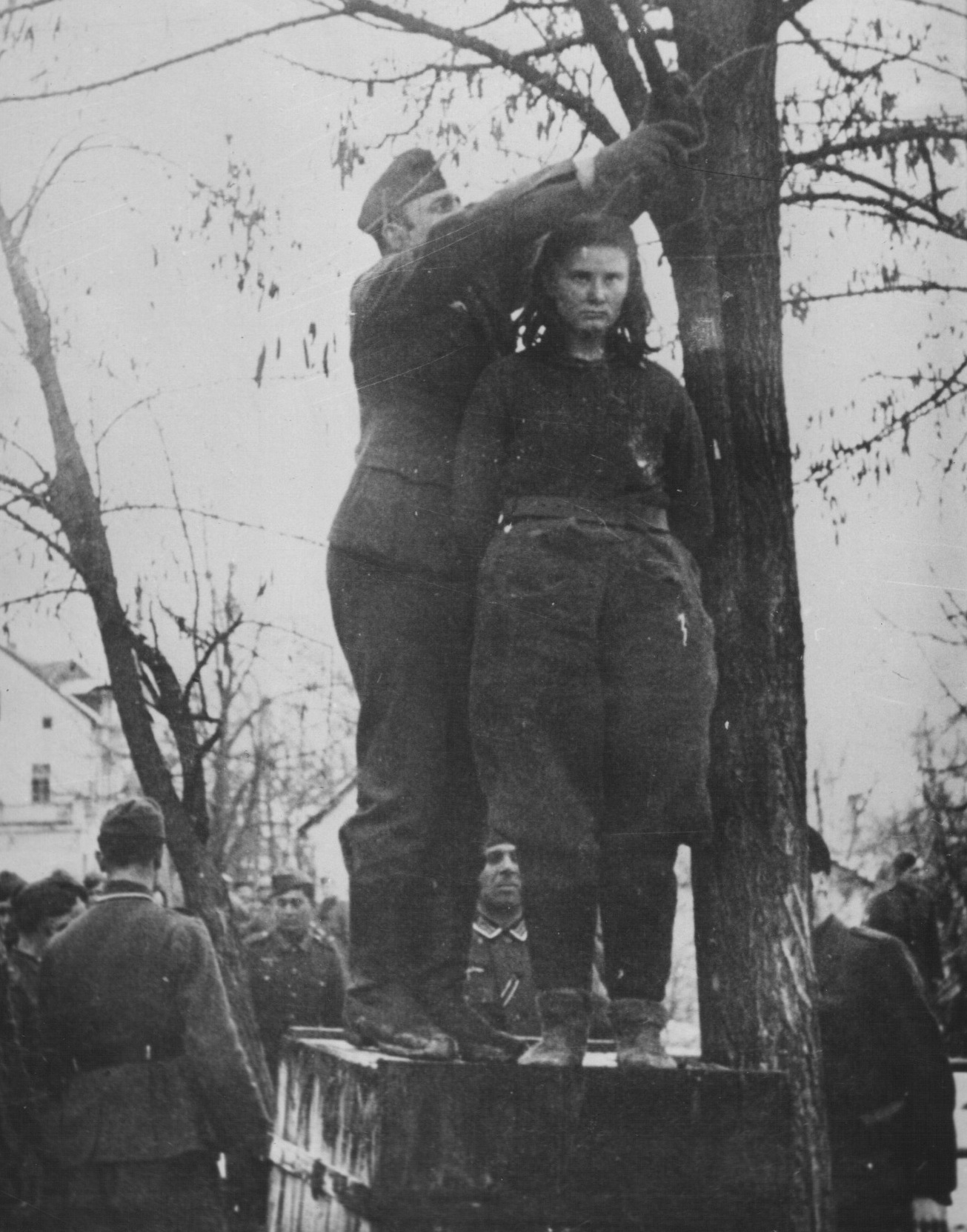
Повішення Лепи Радич, лютий 1943 року
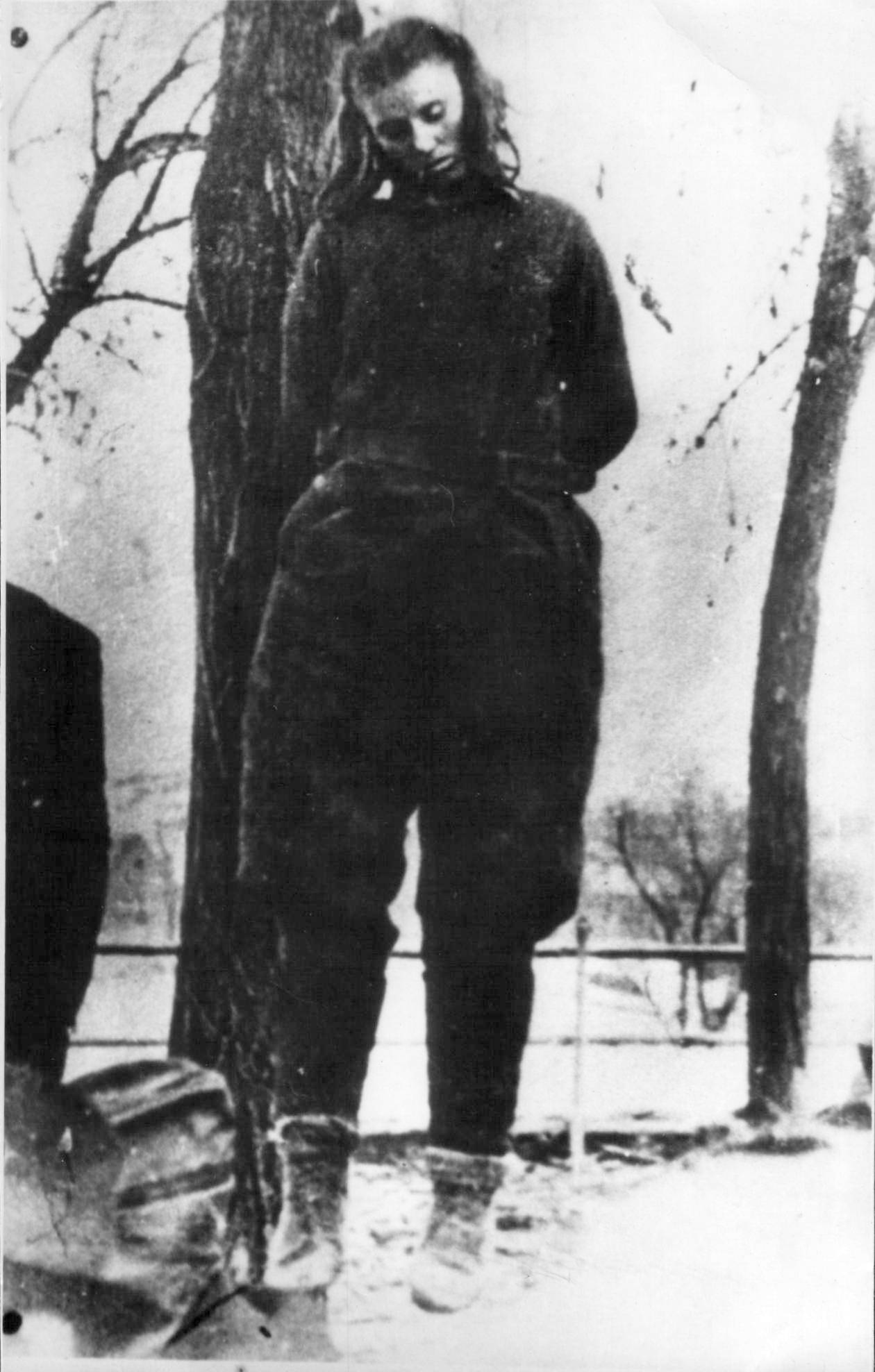
Повішена Лепа Радич
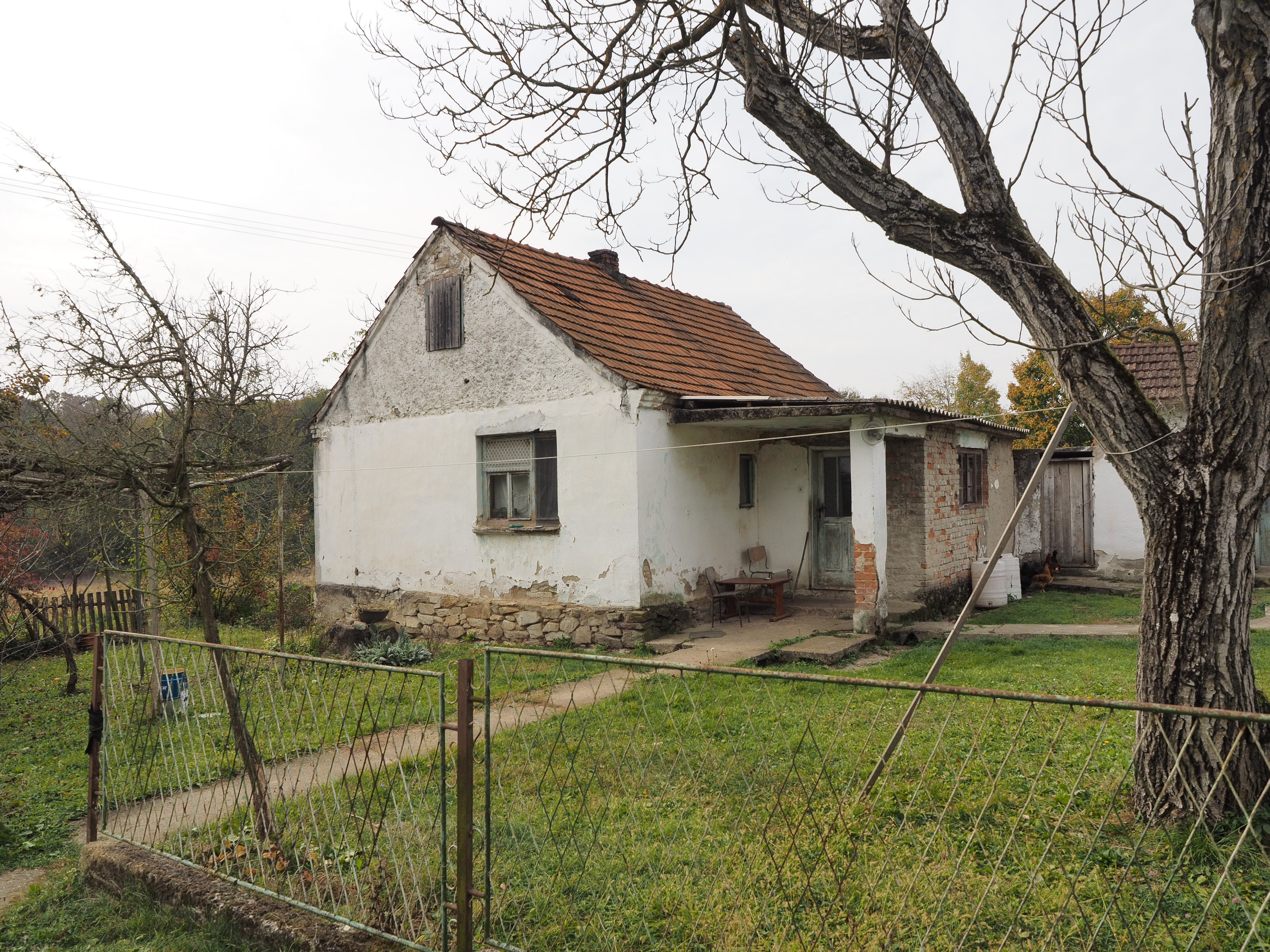
Місце народження в Гашниці, оригінальний будинок був зруйнований війною
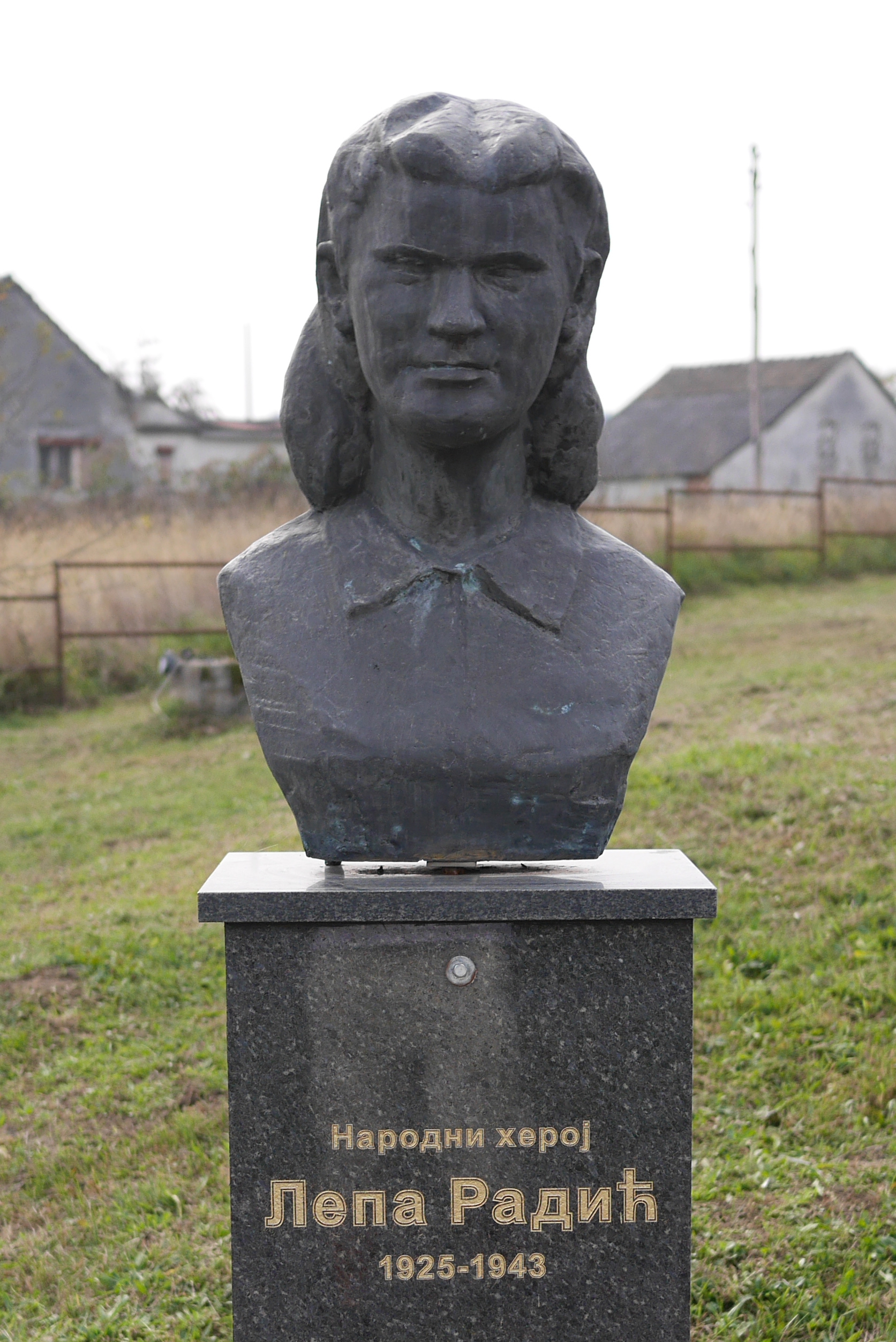
Бюст Лепи Радич у меморіальному парку Бистриця